# 辛酰羟肟酸
辛酰羟肟酸是一种含氮有机化合物，分子式C
8H
17NO
2，能作为金属离子螯合剂，在化妆品中用作防腐剂。